# Incisure ethmoïdale de l'os frontal
L'incisure ethmoïdale de l'os frontal (ou échancrure ethmoïdale) est une large  échancrure qui sépare les deux lame osseuses de la partie orbitale de l'os frontal.
Elle est quadrilatère et ouverte en arrière. Son bord en fer à cheval présente une surface anfractueuse et présente plusieurs demi-cellules qui, lorsqu'elles sont unies aux demi-cellules correspondantes de face supérieure de l'ethmoïde, complètent les sinus ethmoïdaux. Elle est fermée par la lame criblée de l'ethmoïde.